# Timeu de Crotona
Timeu de Crotona (en llatí Timaeus, en grec antic Τίμαιος) fou un filòsof pitagòric grec, d'època desconeguda, nadiu de Crotona.
Iàmblic el menciona a la seva Vitae Pythagori. També el mencionen Climent d'Alexandria i Teodoret.